# Lucien Bernheim
Pour les articles homonymes, voir Bernheim.
Lucien Bernheim (né à Mulhouse le 25 juin 1856, mort à Paris le 15 octobre 1917) est un industriel et propriétaire de mines d'origine alsacienne ayant fait fortune en Nouvelle-Calédonie. Il est à l'origine de la fondation de la Bibliothèque Bernheim.

## Biographie
Lucien Bernheim nait en 1856 dans une famille de juifs alsaciens possédant des filatures, après des études au lycée, il part en Suisse durant la guerre franco-allemande de 1870 mais repasse la frontière pour s'engager, à quatorze ans, dans le corps franc des « Vengeurs du Rhône » il est versé dans la 2e Légion d'Alsace-et-de-Lorraine. Il s'engage ensuite à bord d'un navire. Il se rend en Indochine où il monte des affaires de fours à chaux puis en Australie où il se lance dans la prospection minière. Il arrive en Nouvelle-Calédonie en 1884.
Il se marie en 1894 avec Blanche Ditishein (1872-1929), une Suissesse, ils auront deux enfants, Constant (1895-1910) et Gaspard (1897, mort des suites de la Grande Guerre en 1919).
Il découvre à Népoui sur la côte ouest calédonienne un important gisement de minerai riche en nickel, la népouite, qu'il exploite à partir de 1892. Il fait installer De 1895 à 1898 une voie ferrée de 27 kilomètres, reliant l'exploitation, située en fond de la vallée, à l'océan. Il prend ensuite le contrôle de concessions sur la côte est, à Poro et à Kouaoua. Il bénéficie du soutien du gouverneur Paul Feillet qui décrit ainsi leur relation :

« La plus grande réussite minière de la Calédonie, l’ami qui m’est le plus reproché. Il a le malheur d’être juif, mais c’est le colon le plus entreprenant, le plus actif de toute la Colonie. [...] Très probe. [...] Plein d’initiative. [...]. Très jalousé par sa réussite même. [...] Un de mes principaux partisans. »

Après avoir perdu en 1898 une bataille judiciaire face à la société minière Le Nickel, il doit vendre la mine de Népoui à l’International Nickel Company. Il en reste cependant directeur jusqu’en janvier 1900. Il conserve d'importantes concessions minières sur la côte Est, dont celle de Méré.
Il fonde en 1902 la société Le Chrome afin d'exploiter les gisements de Tiébaghi. Il fait édifier un transbordeur et fonde le village de Paagoumène. Il lance en 1907 la construction d'un barrage hydroélectrique dans le bassin de la rivière Yaté, le futur barrage de Yaté. Il fait percer une conduite forcée de 3,8 kilomètres durant la Première Guerre mondiale, ce qui entame à ses réserves financières et le conduit à arrêter les travaux. L'ouvrage ne sera achevé qu'en en 1959,.
À partir de 1906, il s'installe à Paris d'où il dirige ses affaires, faisant parfois des visites en Nouvelle-Calédonie. Il meurt à Paris le 15 octobre 1917. Ses héritiers décident de revendre ses parts dans la société Le Chrome à la SLN.

## Action philanthropique
En 1901, il fait un don de 100 000 francs à la ville de Nouméa dans le but de fonder une bibliothèque dans la municipalité. Institution qui sera baptisée Bibliothèque Bernheim. Il indique dans sa lettre au gouverneur :

« Cette bibliothèque  portera mon nom. Elle sera installée dans le pavillon de l’Exposition de 1900 et sera à la fois destinée à la lecture sur place et [...] au prêt à domicile [...] En outre, je désire que la colonie profite de cette bibliothèque. En conséquence, il serait nécessaire d’organiser un système de circulation de livres »

L'édifice est donc établi dans le pavillon de la Nouvelle-Calédonie construit pour l'Exposition universelle de 1900 à Paris avec une charpente métallique de Gustave Eiffel. Le pavillon est démonté et remonté dans le centre-ville de Nouméa pour servir de bibliothèque-musée à la colonie. En 1905, le pavillon est inauguré. Il prend le nom de « bibliothèque-musée », créé officiellement en tant qu'établissement public de lecture en 1907.